# Самюель Гопкінс Адамс
Самюель Гопкінс Адамс (англ. Samuel Hopkins Adams; нар. 26 січня 1871 — пом. 16 листопада 1958) — американський письменник, журналіст-розслідувач і макрейкер.

## Біографія
Адамс народився у Дюнкерку, Нью-Йорк, у сім'ї міністра Майрона Адамса-молодшого й Естер Роуз Гопкінс. З 1887 по 1891 Адамс навчався у Гамільтонському коледжі в Клінтоні, Нью-Йорк. Він також відвідував семестр занять у Юніон-коледжі. У 1907 році Адамс, маючи двох доньок, розлучився зі своєю дружиною Елізабет Раффнер Ноєс. Через вісім років Адамс одружився з актрисою Джейн Пейтон. Адамс був близьким другом репортера-розслідувача Рея Станнарда Бейкера так окружного прокурора Бенджаміна Дарроу. Адамс мав зимову резиденцію у Бофорті, Південна Кароліна. Він помер у Бофорті 16 листопада 1958 року у віці 87 років.

## Кар'єра
Кар'єра Адамса почалася з «Нью-Йорк Сан», де він був репортером з 1891 по 1900 рік. Потім він приєднався до «Мак-Клюрс меґезін», де здобув репутацію макрейкера, написавши статті про стан охорони здоров'я у США. У 1904 році Адамс увійшов до редакції «Мак-Клюрс меґезін», де працював із Лінкольном Стеффенсом, Ідою Тарбелл і Реєм Стеннардом Бейкером. У 1905 році журнал «Колліерс» наймає Адамса для написання статей про патентні ліки. У серії «Велике американське шахрайство» з 11 статей, які він написав для журналу в 1905 році, Адамс розкрив багато помилкових тверджень про патентні ліки, вказавши, що в окремих випадках ці ліки шкодять здоров'ю людей, які їх вживвають. Статті мали величезний вплив і призвела до прийняття Закону про чисту їжу та ліки 1906 року. У 1911 році Верховний суд постановив, що заборона фальсифікацій стосується лише інгредієнтів ліків. Це знову давало можливість компаніям робити неправдиві заяви про свою продукцію. В іншій серії статей для «Колліерс віклі» Адамс викрив неправдиву рекламу, яку компанії використовували для продажу своєї продукції. У 1914 він написав «Кларіон», де критикує рекламну практику газет. Цевиливається у серію статей на захист прав споживачів у «Нью-Йорк трібюн».

## Літературні твори
Адамс також писав художні твори. «Нічний автобус», одне з багатьох журнальних оповідань Адамса, лягло в основу фільму Френка Капри «Це сталося якось вночі». Перший роман Адамса, «Смерть, що летить», вийшов у 1908 році. Його найвідоміший роман, «Гулянка» (1926), заснований на скандалах в адміністрації Гардінга, пізніше отримав продовження — біографію Гардінга «Неймовірна ера» (1939).
Серед творів його доробку: «Велике американське шахрайство» в «Колліерс» (1905—06), «Містерія» (1907), «Середній Джонс» (1911), «Таємниця самотньої бухти» (1912), «Майстер здоров'я» (1913) «Кларіон» (1914), «Невимовний привілей» (1916), «Наша площа і люди в ньому» (1917), «Успіх» (1921), «Облога» (1924), «Розкішна дівка» (1934, екранізований у 1936 році), «Дівичий намір» (1937), «Дівчата Гарві» (1942, екранізований у 1946 році), «Канал-Таун» (1944), «Грабіж» (1948), «Дідівські історії» (1955), «Тендерлоін» (1959, опубліковано після смерті Адамса; у 1960 вийшов бродвейський мюзикл, оснований на романі). Крім багатьох книг, Адамс також написав 415 оповідань і статей. У 1945 Адамс видав біографію американського критика Александра Вуллкотта.

### Ворнер Фабіан
У 1920-х і 1930-х роках Адамс під псевдонімом Ворнер Фабіан написав кілька скандальних на той час романів. У них розповідалося про молодих жінок флеппери, їхні нещастя та випробування дорослішання. Романи стали бестселерами серед молоді джазової епохи. Перший роман, «Полум'яна юність», розповідав про сексуальні бажання молодих жінок і містив шокуючу для свого часу сексуальну відвертість. Щоб уникнути скандалу й негативного впливу на інші твори, Адас використав псевдонім Фабіан. Більшість цих романів була екранізована: «Полум'яна юність» (1923), «Літні бакалаври» (1926), «Блукаючі вогні» (1925), «Дружини моряків» (1928), «Шалена вечірка» (1929), «Чоловіки в її житті» (1931). 
Романи, опубліковані під ім'ям Ворнер Фабіан:
- «Полум'яна юність» (1924)
- «Дружини моряків» (1924)
- «Літні бакалаври» (1926, 1927)
- «Незаборонений плід» (1928)
- «Чоловіки в її житті» (1930)
- «Дівчина вік-енду» (1932)
- «Овес вдови» (1935)

## Публікації
- «Велике американське шахрайство» (1912)
- «Майстер здоров'я» (1913)